# Boulevard Colonel-Amirouche
Pour les articles homonymes, voir Amirouche.
Le boulevard Colonel-Amirouche (en arabe : شارع العقيد عميروش) est un boulevard d'Alger.

## Situation et accès
Il s'agit d'un large boulevard, bordé en partie d'immeubles à arcades, dans la continuité de ceux du front de mer.
Il est situé dans la commune d'Alger-Centre et fait la jonction entre la rue Hassiba-Ben-Bouali, au niveau de la place du Pérou, et le boulevard Zighoud-Youcef, à hauteur de la rampe Tafourah.
Il fait également la jonction entre Alger-Centre et la commune de Sidi M'Hamed, au niveau du quartier de l'Agha.
La voie est accessible avec les bus de l'ETUSA, lignes 7, 90, 101.

## Origine du nom
La voie honore le Colonel Amirouche (1926-1959) héros de la guerre d'indépendance algérienne. 

## Historique
Anciennement boulevard Baudin, les immeubles qui s'y trouvent y ont été édifiés en 1930 à l'occasion du centenaire de la colonisation française. Depuis sa création il accueille des banques et des administrations.
Il constituait jusqu'au début du XXe siècle le principal accès à la ville d'Alger en venant de l'est du pays, en empruntant la Route nationale no 5.
Depuis la création, en contrebas au niveau du port, de la voie rapide appelée route moutonnière puis renommée avenue de l'ALN à l'indépendance, plusieurs bretelles ont été créées. Il y a tout d'abord la rampe Chassériau au niveau de l'immeuble Mauretania et la rampe Tafourah.
À l'indépendance de l'Algérie, cet axe est renommé « boulevard Colonel-Amirouche ».
Le 30 janvier 1995, un attentat visant le commissariat central a fait 40 morts et 286 blessés.
En 2007, une trémie de 200 m, passant sous la place du Pérou pour rejoindre la Rue Hassiba-Ben-Bouali est inaugurée.

## Bâtiments remarquables et lieux de mémoire
- no 2 : Siège du Crédit populaire d'Algérie (CPA)
- no 19 : Bâtiment de la Banque d'Algérie
- nos 9 à 11 : Banque extérieure d'Algérie (BEA), anciennement occupé par la Société Générale à l'époque française
- no 12 : Immeuble du Ministère de l'Agriculture, anciennement Maison de l'Agriculture à l'époque française.
- no 14 : Le Commissariat central d'Alger
- no 17 : Siège de la Banque de l'agriculture et du développement rural  (BADR)
- no 27 : Siège de la Bourse d'Alger